# Мара Лукић Јелесић
Мара Лукић Јелесић (Обилићево, Нови Кнежевац, 25. децембар 1885. — Шабац, 1979) била је српска сликарка. Била је најстарије дете, сестра Живојина и Наде. Отац Александар пореклом из Херцеговине, живео је у банатском Падеју, а мајка Јулијана у Сремским Карловцима. Родитељи су јој омогућили да се образује, али су је после завршене основне школе у Београду усмерили ка Вишој женској школи, иако је она маштала да постане гимназијалка. 

## Атеље Вукановић
Имала је наставнике цртања: Надежду Петровић, Косару Цветковић и Ристу Вукановића. 1901. године постала је ученица угледне Српске сликарске школе коју су водили Риста и Бета Вукановић. Због смрти оца није могла да мисли само на уметност па се определила за наставнички смер и 1903. године положила испит за учитељицу цртања и лепог писања. Прво радно место јој је било у Ђердапској клисури, затим у Вишој женској школи у Шапцу. Предавала је и српски језик, певање, гимнастику, веронауку. 1906. године са угледним сликарима присуствовала на отварању Друге југословенске изложбе]] у Софији и где је осетила стари жар за сликањем. 1908. године напушта школу и са колегиницом и пријатељицом Љубицом Филиповић отпутовала је у Минхен на једногодишње усавршавање.

## Минхенске године
Желела је да у Минхену студира Сликарску академију, али није успела јер су женама у то доба врата Сликарске академије била затворена. Са Љубицом је почела да похађа чувену Ажбеову приватну школу, коју је водио сликар Хајднер. Ту се није дуго задржала незадовољна због одсуства озбиљности пребацује се у школу сликара Шилдкнехта и ту проналази оно што је тражила. 1909. враћа се у Шабац и бави се педагошким радом али је све до Првог светског рата свако слободно време проводила у Београду. Те године када је почео велики сукоб Мара је постала вереница учитеља, касније инспектора Павла Јелесића. Венчали су се 1917. године и живели у складном браку иако су били без деце. Када је почео Први светски рат желећи да помогне свом народу, у кратком року је завршила болничарски курс, а потом у Шапцу лечила и неговала рањенике. Знање немачког језика јој је било од користи у разговору са лекарима. За несебичну помоћ, Црвени крст јој се као уметници великог срца одужио Орденом. Мара и у тешким ратним условима није престајала да црта. Носила је са собом блок и у паузи када се осами, стварала је портрете.
После рата радила је у Шабачкој гимназији, потом у Трећој женској гимназији у Београду, у којој је остала све до пензије 1932. године. У Београду се дружила са Бетом Вукановић, Зором Петровић, Десанком Максимовић...
Први пут је самостално излагала у Шапцу и то у Гимназији када се публици представила са 164 слике, 1952. излагала је у Уметничком павиљону "Цвјета Зузорић", излагала је и у другим градовима широм Србије.
Најпознатија дела: Аутопортрет, Портрет пуковника Антића, Живојин Лукић на софи, Под орахом, Тераса, Мачванка..... Сликала је пејзаже из Босне, Шумадије, Сврљига.
Била је чланица Удржења ликовних уметника Србије од 1921. године.